# 月竜香
月 竜香（つき りゅうか、1944年～1948年の間の4月5日 - ）は、日本の霊感占い師、ラジオパーソナリティ。愛知県名古屋市千種区在住。

## 概要
- 大分県宇佐市出身。実家は農家。祖母が、宇佐神宮を宇佐氏と共に創立をした大神氏の子孫。
- 高校1年生の夏以来、不思議な霊感能力を授かった、としている[2]。高校生時代は、休みの時に宇佐神宮の土産物店でアルバイトをしていた[2]。
- 高校卒業後、大分県の地元企業に就職したが、自ら名古屋への転勤願いを出し、寮生活で生計を立てる[1]。
- 24歳時点では小倉駅の売り子を経験。
- その後独立し、月 龍香（後に月 竜香と改名）と命名し、占い師としての活動を続けている。[1]。
- 北陸放送のディレクターだった金森千栄子の勧めで、まだ20代だった1973年10月より同局の番組出演を始める。
- 以後は週1の出演の為に、特急しらさぎ、または高速バスで名古屋と金沢の往復をしている。ただし金沢や石川県内にとどまる週もある。
- 1993年、金沢に事務所を設立。相談の受付は金沢の事務所で行っている[1]。
- 名古屋市千種区のマンションに1人で住む一方、愛知県豊川市一宮にも仮住まいをしている。地下鉄や、豊川へ行く際に名鉄を利用している。
- 家族として、夫・娘・息子・孫がいる。

## メディア出演
現在
- 竜香の人生相談（MROラジオ）1973年10月-。[3]

過去
テレビ
- ドキュメンタリー日本人（東海テレビ）竜香がなぜ霊感を持つのかを探るべく、密着取材された。同局はこの番組で奨励賞を受賞。
  - この番組以前にも東海テレビには出演歴がある。
- 23時ショー（NET）1972年4月4日「美人霊感師夜の占術大会」
- 11PM（日本テレビ）ゲスト出演。
- アフタヌーンショー（NET）ゲスト出演。
- 他に太平サブローがMCの番組（中京テレビ）にゲスト出演。

ラジオ
- 竜香のあぶない8時（MROラジオ）2001年10月 - 2020年12月28日
- 竜香におまかせIt's on me!（MROラジオ）
  - 月曜夜の番組。放送時期は空いているが『あぶない8時』の前身。
- 他に東海ラジオに7年、CBCラジオに3年の出演歴がある。

## 著書
- 卑弥呼のお告げ～あなたの人生は決められている。[1]
- 愛の霊感占い [1][4]